# Charalampus van Magnesia

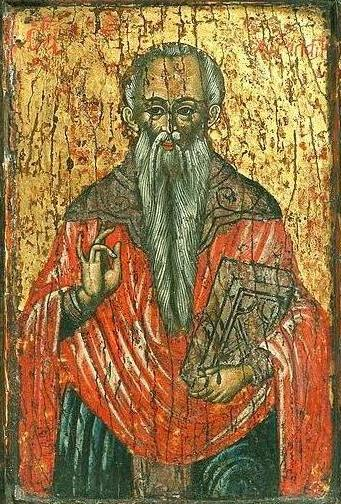
De Heilige Charalampus

Charalampus van Magnesia (Grieks: Άγιος Χαράλαμπος; ook: Charalampos, Charalambos, Haralampus, Haralampos, Haralabos of Haralambos) was een vroege bisschop in Magnesia, een landstreek in Thessalië. Hij leefde tijdens de regering van Septimius Severus (193-211). Charalampus stierf als martelaar van het christendom op een zeer hoge leeftijd van 113 jaar.

## Beschrijving
Charalampus werd gearresteerd nadat de autoriteiten er lucht van kregen dat hij het Evangelie van Christus in de regio predikte. Tijdens zijn proces beleed de heilige zijn geloof en weigerde hij te offeren aan afgoden. Ondanks zijn hoge leeftijd werd Charalampus genadeloos afgetuigd; zijn lichaam werd bewerkt met ijzeren haken waarmee men stukken vlees van zijn lichaam trok. Tijdens de helse martelingen zou de heilige zijn beulen hebben bedankt voor het afschrapen van zijn oude lichaam; hij riep hen toe dat met het afscheuren van zijn oude vlees zijn ziel werd vernieuwd ten behoeve van het eeuwig leven.
Twee soldaten met de namen Porfyrius en Baptus waren bij de martelingen aanwezig en bekeerden zich openlijk tot het geloof in Christus, hetgeen onmiddellijk met onthoofding werd bestraft. Onder het toeziende volk stonden ook drie vrouwen die Christus publiekelijk begonnen te verheerlijken. Ook zij werden onmiddellijk om het leven gebracht. 
Nadat de heilige werd voorgeleid aan Severus zelf, werd hij opnieuw gemarteld. Nadat hij ter dood werd veroordeeld bracht men hem naar de executieplek. Daar aangekomen hief Charalampus zijn handen naar de hemel en bad: "Heer, Gij weet dat mensen van vlees en bloed zijn; vergeef hen hun zonden en stort Uw zegeningen over hen uit". Na dit gebed stierf de heilige, nog voordat de beul zijn zwaard op de nek van Charalampus kon leggen. De dochter van Severus zou zo ontroerd zijn door de dood van de hoogbejaarde bisschop, dat zij zich bekeerde tot het christendom en Charalampus zelf begroef.

## Verering
De schedel van de heilige Charalampus wordt bewaard in het Stefanusklooster in Meteora. Veel wonderen zijn toegeschreven aan de fragmenten van zijn relieken, die zich op veel plekken in Griekenland bevinden. Al deze wonderen hebben bijgedragen tot een grote populariteit van de heilige in Griekenland. Op sommige Griekse eilanden worden op zijn feestdag stieren geofferd.

## Feestdag
De feestdag van Charalampus valt op 10 februari.